# باشگاه فوتبال زنان دانشگاه ووهان جیانگان
باشگاه فوتبال زنان دانشگاه ووهان جیانگان یک باشگاه فوتبال از کشور چین است که در شهر ووهان واقع شده است.